# Autoroute Casablanca - Agadir
Pour les articles homonymes, voir Autoroute A3, A3 et Autoroute du Sud.
L'autoroute A3, autoroute du Sud ou autoroute Casablanca - Agadir  est une autoroute marocaine, longue de 429 km, qui relie Casablanca à Agadir en passant par le nord-ouest de Marrakech. Elle fait partie de l’autoroute transmaghrébine. C'est dans cette autoroute où se situe le Pont de Sidi Maârouf.

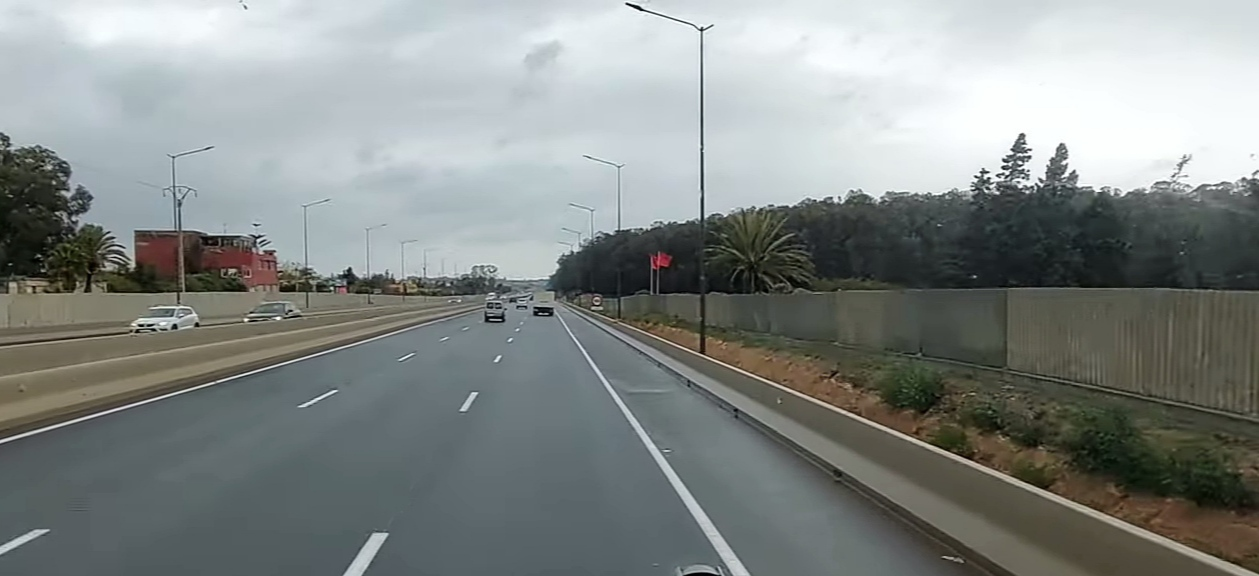
L'autoroute au niveau de Bouskoura

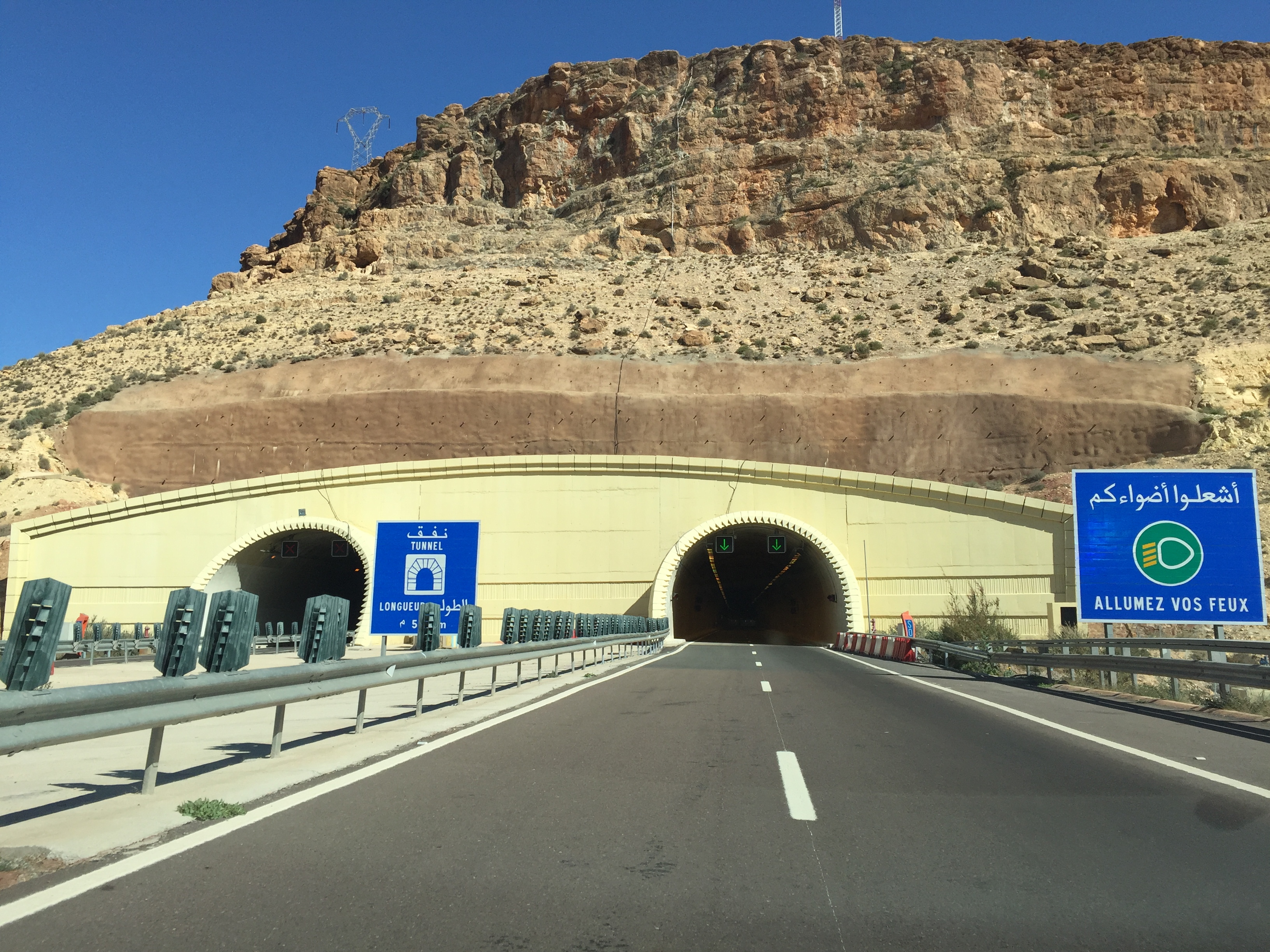
Tunnel de Zaouiat Aït Mellal

## Caractéristiques
Le tronçon Marrakech - Agadir comporte 5 aires de repos, 7 gares de péage sur échangeur et deux centres d'entretien ; il comprend le tunnel de Zaouiat Aït Mellal, long de 560 mètres, 13 viaducs d'une longueur totale de 2,921 m, 90 ponts et 55 passages pour piétons et pour véhicules, pour un coût approximatif de 8 milliards de dirhams (environ 726 millions d'euros).

## Trafic
L'autoroute Casablanca - Agadir concentre l'essentiel du flux entre le Nord et le Sud du Maroc. La section entre Casablanca et Berrechid est considéré comme la section la plus fréquentée au pays, avec un trafic journalier de près 70 000 véhicules/jour en 2015. L'axe étant saturé en heures de pointe, il est élargi de 2x2 à 2x3.

## Tracé
| Nom inaugural          | Nom actuel | Section                                | État (2020)                 | Longueur |
| ---------------------- | ---------- | -------------------------------------- | --------------------------- | -------- |
| A 7                    | A3         | Casablanca – Settat-Nord               | En service (juin 2001)      | 57 km    |
| A 7                    | A3         | Contournement de Settat                | En service (novembre 2005)  | 17 km    |
| A 7                    | A3         | Settat-Centre – Sidi Bou Othmane       | En service (16 avril 2007)  | 130 km   |
| Autoroute de Marrakech | A301       | Sidi Bou Othmane – Marrakech-Palmeraie | En service (16 avril 2007)  | 14 km    |
| A 7                    | A3         | Sidi Bou Othmane – Marrakech-Loudaya   | En service (5 janvier 2009) | 50 km    |
| A3                     | A3         | Marrakech-Loudaya – Agadir             | En service (21 juin 2010)   | 181 km   |

## Sorties

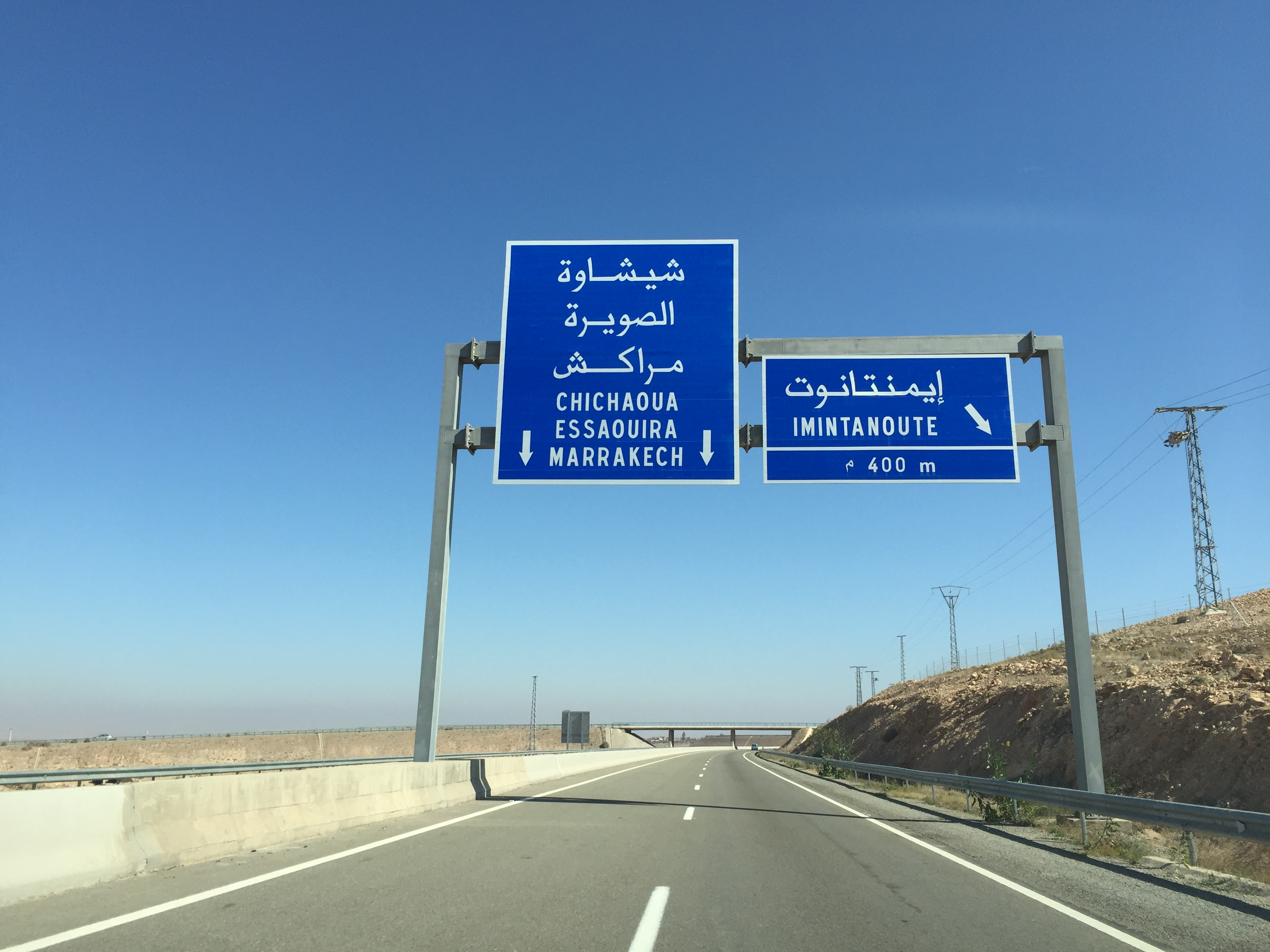
Sortie d'Imintanoute direction Casablanca

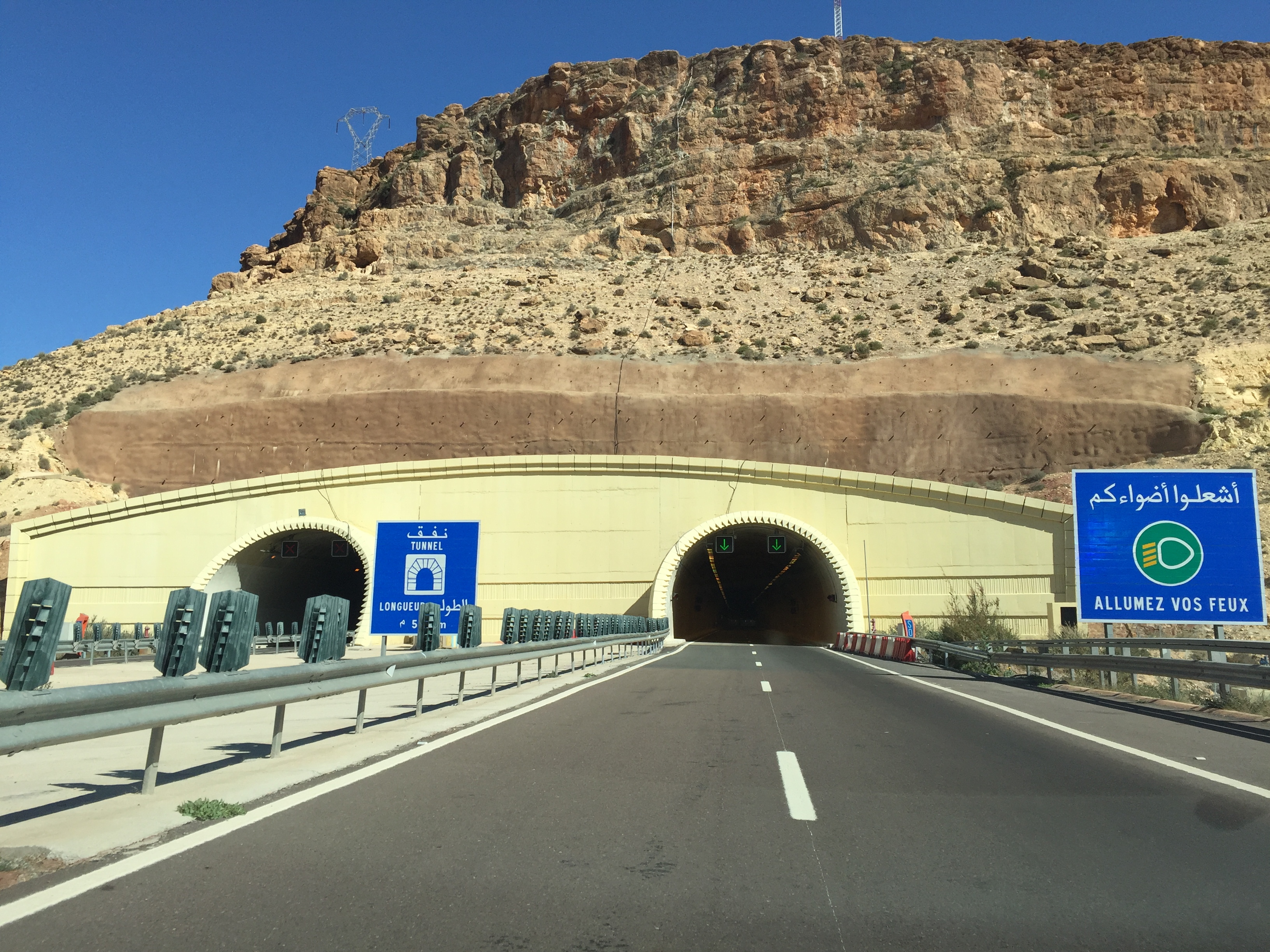
Tunnel Zaouiat Aït Mellal

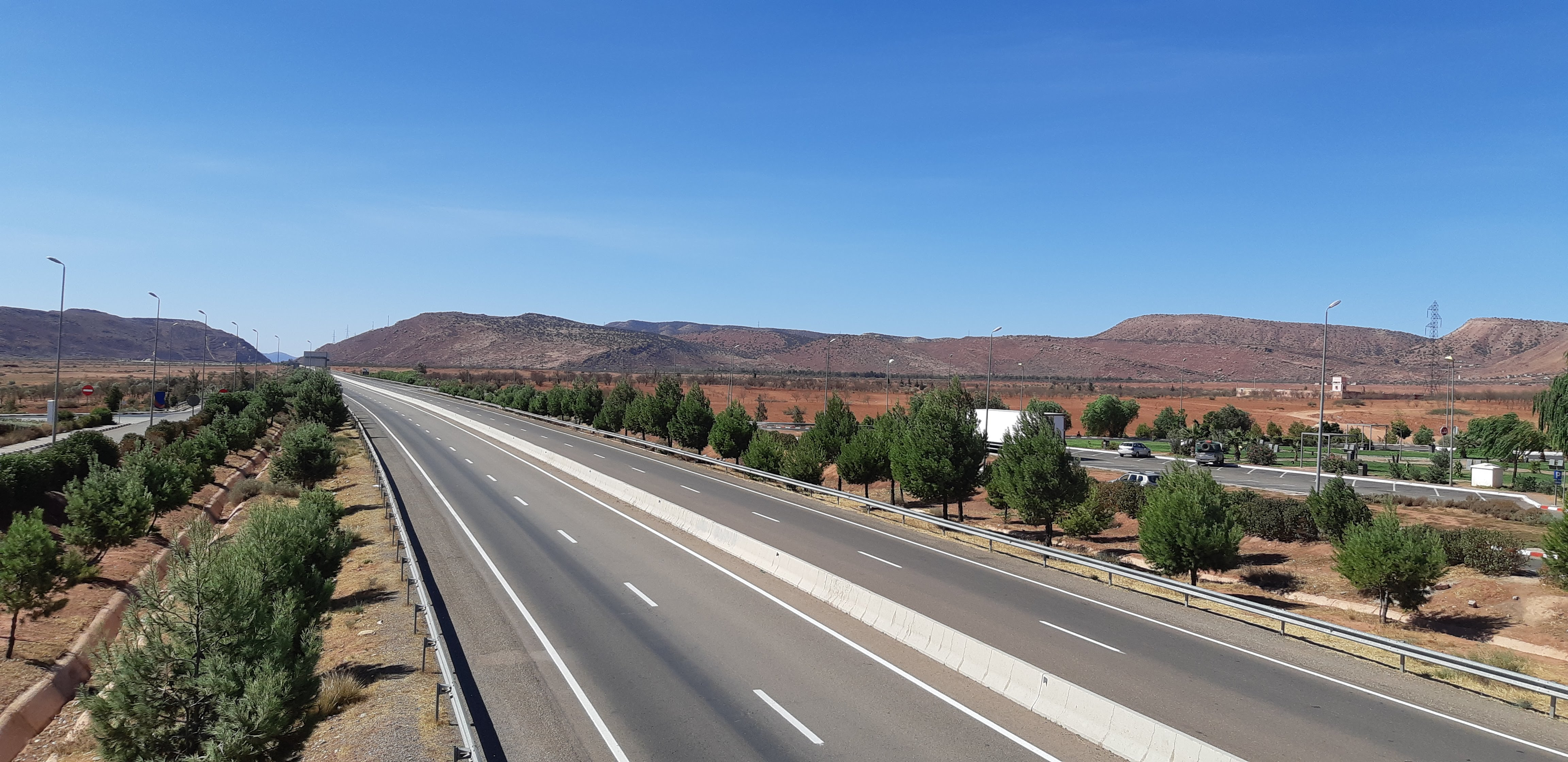
Aire de service Imintanoute

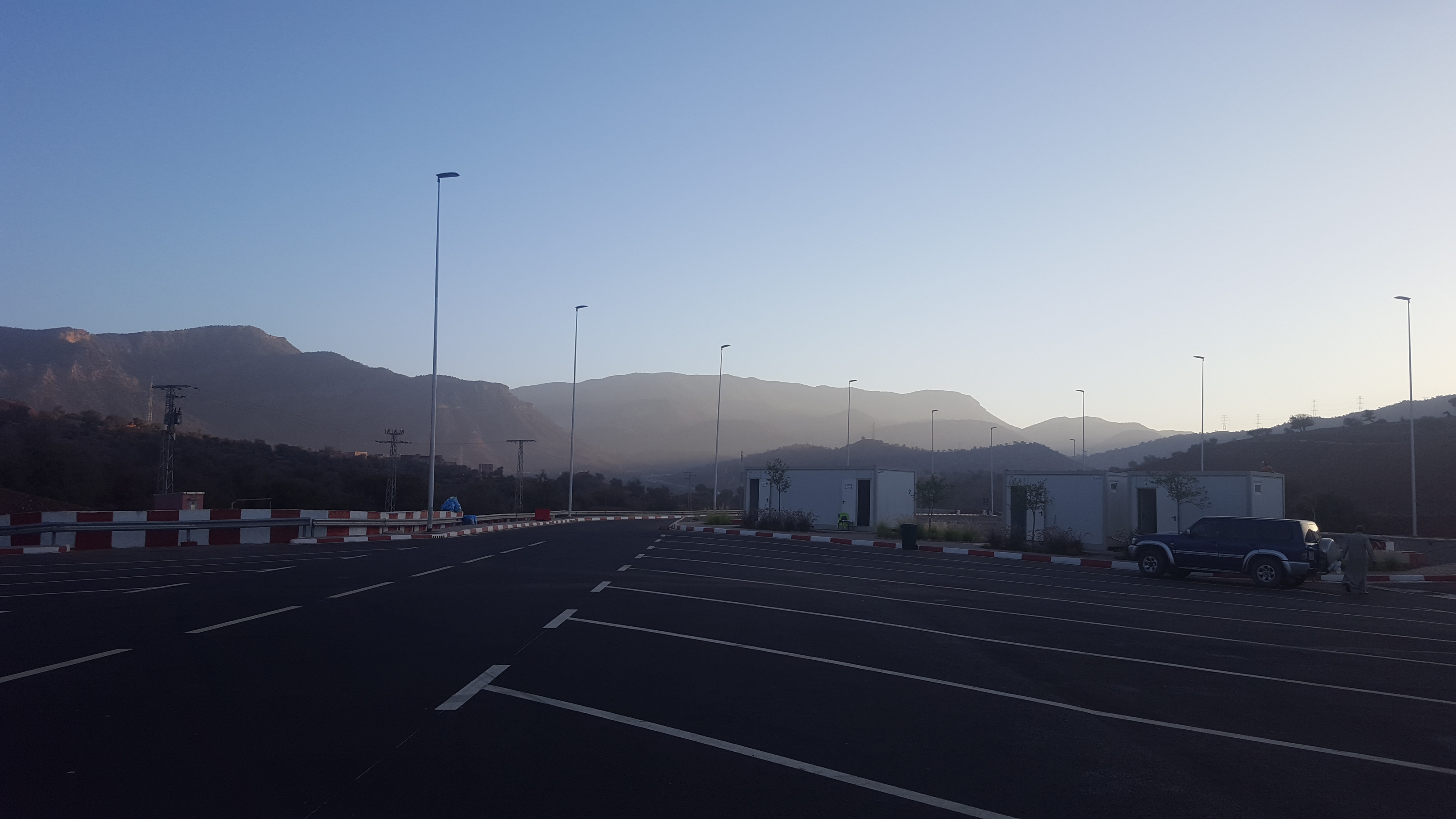
Aire de repos Abdelmoumen

| Elément                                                             | Kilomètre                              | Itinéraire                                                                                   | Routes                                                            |
| Section en 2x3 voies : 25 km                                        | Section en 2x3 voies : 25 km           | Section en 2x3 voies : 25 km                                                                 | Section en 2x3 voies : 25 km                                      |
| Tronçon Casablanca - Berrechid : 25 km                              | Tronçon Casablanca - Berrechid : 25 km | Tronçon Casablanca - Berrechid : 25 km                                                       | Tronçon Casablanca - Berrechid : 25 km                            |
| ------------------------------------------------------------------- | -------------------------------------- | -------------------------------------------------------------------------------------------- | ----------------------------------------------------------------- |
| Échangeur entre A3 et A1                                            | km 0                                   | حد الســوالــم الجـديـدة Had Soualem El Jadida                                               | A1                                                                |
| Échangeur entre A3 et A1                                            | km 0                                   | الـربــاط طـنـجـة وجــدة Rabat Tanger Oujda                                                  | A1                                                                |
| 32                                                                  | km 2                                   | شـمــال بــوسكـــورة المدينة الـخضراء Bouskoura Nord Ville Verte                             | 3011                                                              |
| 37                                                                  | km 7                                   | جـنـوب بـــوسكـورة Bouskoura Sud                                                             | 3013                                                              |
| 313                                                                 | km 13                                  | مطـــار محمد الخـامس Aéroport Mohammed V                                                     | 3038                                                              |
| Péage (sens Agadir - Casablanca)                                    | km 26                                  | Gare de péage de Nouaceur                                                                    |                                                                   |
| Péage (sens Casablanca - Agadir) · 321 · (sens Casablanca - Agadir) | km 21                                  | Gare de péage de Berrechid شمـال بــرشـيــد Berrechid Nord                                   | N12                                                               |
| Échangeur entre A3 et A4                                            | km 25                                  | خـريـبــڭـة بــنـي مــلال Khouribga Béni Mellal                                              | A4                                                                |
| Échangeur entre A3 et AT · (sens Agadir - Casablanca)               | km 25                                  | Échangeur vers l'autoroute Tit Mellil - Berrechid en construction                            | Échangeur vers l'autoroute Tit Mellil - Berrechid en construction |
| Section en 2x2 voies : 404 km                                       |                                        |                                                                                              |                                                                   |
| Berrechid - Marrakech : 173 km                                      |                                        |                                                                                              |                                                                   |
| 332                                                                 | km 32                                  | جنوب بـرشـيــد خـريـبــڭـة بــنـي مــلال Berrechid Sud Khouribga Béni Mellal                 | N12                                                               |
| Aire de service                                                     | km 35                                  | Aire de service Berrechid                                                                    |                                                                   |
| 352                                                                 | km 52                                  | شمال سطات Settat Nord                                                                        | 3606                                                              |
| 365                                                                 | km 65                                  | وسط سطات البـــروج Settat Centre El Borouj                                                   | 308                                                               |
| Aire de service                                                     | km 75                                  | Aire de service Settat                                                                       |                                                                   |
| Oued                                                                | km 101                                 | Oued Zouar                                                                                   |                                                                   |
| 3104                                                                | km 104                                 | مـــشرع بن عبـــو Machraa Ben Abbou (en)                                                     | 3503                                                              |
| Oued                                                                | km 106                                 | Oued Oum Rbia                                                                                |                                                                   |
| Aire de service                                                     | km 107                                 | Aire de service Oum Rbia                                                                     |                                                                   |
| 3127                                                                | km 127                                 | صخور الرحامنة Skhour Rhamna                                                                  | N9                                                                |
| Aire de service                                                     | km 154                                 | Aire de service Ben Guerir                                                                   |                                                                   |
| Oued                                                                | km 159                                 | Oued Ben Guerir                                                                              |                                                                   |
| 3160                                                                | km 160                                 | ابـن جــريــر الــيــوسفـيـة قـلـعـة الـسـراغـنـة Ben Guerir Youssoufia El Kelaa des Sraghna | 206                                                               |
| Aire de service                                                     | km 194                                 | Aire de service Sidi Bou Othmane                                                             |                                                                   |
| Échangeur entre A3 et A301                                          | km 198                                 | مــراكـش الـنخـيـل Marrakech Palmeraie                                                       | A301                                                              |
| Contournement de Marrakech : 50 km                                  |                                        |                                                                                              |                                                                   |
| 3214                                                                | km 214                                 | مــراكـش تامنصورت آســـفـــي الـجـديــدة Marrakech Tamansourt Safi El Jadida                 | N7                                                                |
| Oued                                                                | km 226                                 | Oued Tensift                                                                                 |                                                                   |
| Aire de service                                                     | km 228                                 | Aire de service Marrakech                                                                    |                                                                   |
| 3232                                                                | km 232                                 | مــراكـش تـارڭـة Marrakech Targa                                                             | 2006                                                              |
| Oued                                                                | km 235                                 | Oued N'Fiss                                                                                  |                                                                   |
| 3248                                                                | km 248                                 | مـراكـــــش الاوداية سـيدي الــزويــن Marrakech Loudaya Sidi Zouine                          | N8                                                                |
| Marrakech Loudaya - Agadir : 181 km                                 |                                        |                                                                                              |                                                                   |
| Aire de service                                                     | km 279                                 | Aire de service Chichaoua                                                                    |                                                                   |
| 3282                                                                | km 282                                 | شــيــشـاوة الــصـويــرة عبر الطريق السريع Chichaoua Essaouira par voie express              | N8                                                                |
| Oued                                                                | km 291                                 | Oued Bouanfir                                                                                |                                                                   |
| 3310                                                                | km 310                                 | إيـمـنـتانـوت Imintanoute                                                                    | N11                                                               |
| Tunnel                                                              | km 325                                 | Tunnel de Zaouiat Ait Mellal                                                                 |                                                                   |
| Oued                                                                | km 326                                 | Oued Ameznas                                                                                 |                                                                   |
| Oued                                                                | km 329                                 | Oued Irohalane                                                                               |                                                                   |
| Aire de service                                                     | km 345                                 | Aire de service Imintanoute                                                                  |                                                                   |
| Oued                                                                | km 351                                 | Oued Amzri                                                                                   |                                                                   |
| Oued                                                                | km 364                                 | Oued N'Tagoulmint                                                                            |                                                                   |
| Oued                                                                | km 369                                 | Oued N'Tanamert                                                                              |                                                                   |
| 3370                                                                | km 370                                 | أرڭـانـة Argana                                                                              | N11 1713                                                          |
| Oued                                                                | km 391                                 | Oued Esghiouer                                                                               |                                                                   |
| Oued                                                                | km 402                                 | Oued Iyig                                                                                    |                                                                   |
| Aire de service · (sens Casablanca - Agadir)                        | km 406                                 | Aire de service Abdelmoumen                                                                  |                                                                   |
| Péage                                                               | km 419                                 | Gare de péage d'Amskroud                                                                     |                                                                   |
| 3420                                                                | km 420                                 | أمسـكــرود تـارودانــت Amskroud Taroudannt                                                   | N11 114A                                                          |
| Aire de service                                                     | km 424                                 | Aire de service Amskroud                                                                     |                                                                   |
| Oued                                                                | km 428                                 | Oued N'Tagenza                                                                               |                                                                   |
| Échangeur entre A3 et N11A · Fin d'autoroute                        | km 429                                 | أڭــاديــر Agadir                                                                            | N11A N1                                                           |

## Détail des aires d'autoroutes
Toutes les aires sont accessibles aux personnes à mobilité réduite.
| Commentaire                                                    | Autres                                                             | Restauration                                                                         | Carburant                     | Equipement aire de repos      | Localisation                                                          | Type                        | Aire                        | Type                                              | Localisation                                                     | Equipement aire de repos                          | Carburant                                         | Restauration                                                   | Autres                                                             | Commentaire                                                          |
| Vers Agadir                                                    | Vers Agadir                                                        | Vers Agadir                                                                          | Vers Agadir                   | Vers Agadir                   | Vers Agadir                                                           | Vers Agadir                 | Aire                        | Vers Casablanca                                   | Vers Casablanca                                                  | Vers Casablanca                                   | Vers Casablanca                                   | Vers Casablanca                                                | Vers Casablanca                                                    | Vers Casablanca                                                      |
| -------------------------------------------------------------- | ------------------------------------------------------------------ | ------------------------------------------------------------------------------------ | ----------------------------- | ----------------------------- | --------------------------------------------------------------------- | --------------------------- | --------------------------- | ------------------------------------------------- | ---------------------------------------------------------------- | ------------------------------------------------- | ------------------------------------------------- | -------------------------------------------------------------- | ------------------------------------------------------------------ | -------------------------------------------------------------------- |
|                                                                | Aire de jeux, mosquée, borne de recharge pour voitures électriques | Cafétéria + Restaurant + Boutique Bonjour Restaurant McDonald's Restaurant Dar Dyafa | TotalEnergies                 | Oui                           | km 36 (4 km après la sortie de Berrechid-Sud)                         | Aire de service Berrechid   | Aire de service Berrechid   | Aire de service Berrechid                         | km 36 (4 km avant la sortie de Berrechid-Sud)                    | Oui                                               | Afriquia                                          | Restaurant Oasis Café + Boutique MiniBrahim                    | Aire de jeux, mosquée, lavage auto                                 |                                                                      |
|                                                                | Aire de jeux, mosquée                                              | Restaurant Oasis Café + Boutique MiniBrahim                                          | Afriquia                      | Oui                           | km 74 (9 km après Settat-Centre)                                      | Aire de service Settat      | Aire de service Settat      | Aire de service Settat                            | km 74 (9 km avant Settat-Centre)                                 | Oui                                               | Shell                                             | Restaurant Brioche Dorée + Boutique ShellSelect                | Aire de jeux, mosquée                                              |                                                                      |
|                                                                | Aire de jeux, mosquée                                              | Restaurant Venezia Ice + Boutique L'Escale                                           | Petrom                        | Oui                           | km 108 (4 km après Machraa Ben Abbou)                                 | Aire de service Oum Rbia    | Aire de service Oum Rbia    | Aire de service Oum Rbia                          | km 108 (4 km avant Machraa Ben Abbou)                            | Oui                                               | Winxo                                             | Restaurant + Boutique WinShop                                  | Aire de jeux, mosquée                                              |                                                                      |
|                                                                | Aire de jeux, mosquée                                              | Restaurant Brioche Dorée + Boutique ShellSelect                                      | Shell                         | Oui                           | km 154 (6 km avant Ben Guerir)                                        | Aire de service Ben Guerir  | Aire de service Ben Guerir  | Aire de service Ben Guerir                        | km 154 (6 km après Ben Guerir)                                   | Oui                                               | Shell                                             | Restaurant Brioche Dorée + Boutique ShellSelect                | Aire de jeux, mosquée                                              |                                                                      |
| Aire de service en construction                                |                                                                    |                                                                                      |                               | Oui                           | km 193 (5 km avant l'échangeur A3 - A301 de Marrakech-Palmeraie)      | Aire de repos               | Aire de Sidi Bou Othmane    | Aire de service                                   | km 193 (5 km après l'échangeur A3 - A301 de Marrakech-Palmeraie) | Oui                                               | Afriquia                                          | Restaurant Oasis Café + Boutique MiniBrahim                    | Aire de jeux, mosquée, lavage auto                                 |                                                                      |
| Rejoignable dans l'autre sens : possibilité de faire demi-tour | Aire de jeux, mosquée                                              | Restaurant Oasis Café + Boutique MiniBrahim                                          | Afriquia                      | Oui                           | km 228 (4 km avant Marrakech-Targa)                                   | Aire de service Marrakech   | Aire de service Marrakech   | Aire de service Marrakech                         | km 228 (4 km après Marrakech-Targa)                              | Oui                                               | Petrom                                            | Restaurant Venezia Ice & Bakery + Boutique L'Escale            | Aire de jeux, mosquée, parking payant pour poids lourds            | Possibilité de faire demi-tour depuis l'autre sens                   |
| Même aire que vers Casablanca                                  | Même aire que vers Casablanca                                      | Même aire que vers Casablanca                                                        | Même aire que vers Casablanca | Même aire que vers Casablanca | km 277 (5 km avant Chichaoua)                                         | Aire de service Chichaoua   | Aire de service Chichaoua   | Aire de service Chichaoua                         | km 277 (5 km après Chichaoua)                                    | Oui                                               | TotalEnergies                                     | Cafétéria + Restaurant + Boutique Bonjour Restaurant Dar Dyafa | Aire de jeux, mosquée, borne de recharge pour voitures électriques | Même aire pour les 2 sens mais aucune possibilité de faire demi-tour |
|                                                                | Aire de jeux, mosquée                                              | Restaurant + Boutique WinShop                                                        | Winxo                         | Oui                           | km 345 (25 km avant Argana)                                           | Aire de service Imintanoute | Aire de service Imintanoute | Aire de service Imintanoute                       | km 345 (36 km avant Imintanoute)                                 | Oui                                               | Afriquia                                          | Restaurant Oasis Café + Boutique MiniBrahim                    | Aire de jeux, mosquée, lavage auto                                 |                                                                      |
|                                                                | Aire de jeux, mosquée, borne de recharge pour voitures électriques | Restaurant + Boutique ShellSelect                                                    | Shell                         | Oui                           | km 406 (15 km avant Amskroud)                                         | Aire de service             | Aire de service             | Aire uniquement présente dans le sens vers Agadir | Aire uniquement présente dans le sens vers Agadir                | Aire uniquement présente dans le sens vers Agadir | Aire uniquement présente dans le sens vers Agadir | Aire uniquement présente dans le sens vers Agadir              | Aire uniquement présente dans le sens vers Agadir                  | Aire uniquement présente dans le sens vers Agadir                    |
| Même aire que vers Casablanca                                  | Même aire que vers Casablanca                                      | Même aire que vers Casablanca                                                        | Même aire que vers Casablanca | Même aire que vers Casablanca | km 424 (5 km avant la fin de l'autoroute et l'échangeur avec la N11A) | Aire de service Amskroud    | Aire de service Amskroud    | Aire de service Amskroud                          | km 424 (3 km avant Amskroud)                                     | Oui                                               | TotalEnergies                                     | Cafétéria + Restaurant + Boutique Bonjour'                     | Aire de jeux, mosquée, borne de recharge pour voitures électriques | Même aire pour les 2 sens : possibilité de faire demi-tour           |

## Durées des trajets par autoroute depuis Agadir
| Trajet              | Durée |
| ------------------- | ----- |
| Agadir - Casablanca | 4h15  |
| Agadir - Rabat      | 5h15  |
| Agadir - Fès        | 7h15  |
| Agadir - Tanger     | 7h45  |
| Agadir - Oujda      | 9h30  |

## Sites remarquables
- Casablanca : Mosquée Hassan-II, Corniche Ain Diab, Morocco Mall, Méchouar...
- Forêt de Bouskoura
- Marrakech, la "ville ocre", inscrite au patrimoine mondiale de l'UNESCO : Mosquée Koutoubia, Jemaa el-Fna, Jardin Majorelle, Palais de la Bahia...
- Vallée amazigh d'Imintanoute, au pied du Haut Atlas
- Les montagnes du Haut Atlas, culminant au Jbel Toubkal, à 4 167 m d'altitude.
- Réservoir du Barrage Abdelmoumen, irrigant la région d'Argana.
- Cascades d'Imouzzer des Ida Outanane
- Vallée du Souss
- Agadir : Les plages d'Agadir, Agadir Oufella, Vallée du Paradis, Souk El Had...